# Samuel Soramies
Samuel Soramies (né le 30 juin 1998 à Heidelberg en Allemagne) est un joueur professionnel allemand de hockey sur glace. Il évolue au poste d'attaquant.

## Biographie

### Carrière en club
Soramies joue dans les équipes de jeunes de l'Adler Mannheim puis rejoint en 2017 l'Autriche, chez le RB Hockey Juniors. Il débute alors sa carrière en senior dans l'Alps Hockey League. En 2018, il découvre la  DEL avec l'Adler Mannheim. En 2020, il signe à l'ERC Ingolstadt puis en 2022 il rejoint les Augsburger Panther.

### Carrière internationale
Il représente l'Allemagne au niveau international. Il prend part aux sélections jeunes.

## Statistiques

### En club
| Saison    | Équipe              | Ligue    |    | Saison régulière | Saison régulière | Saison régulière | Saison régulière | Saison régulière |   | Séries éliminatoires | Séries éliminatoires | Séries éliminatoires | Séries éliminatoires | Séries éliminatoires |
| Saison    | Équipe              | Ligue    | PJ | B                | A                | Pts              | Pun              | PJ               | B | A                    | Pts                  | Pun                  |                      |                      |
| 2017-2018 | RB Hockey Juniors   | Alps HL  | 30 | 6                | 9                | 15               | 10               | 5                | 2 | 1                    | 3                    | 0                    |                      |                      |
| 2018-2019 | Adler Mannheim      | DEL      | 11 | 0                | 1                | 1                | 0                | -                | - | -                    | -                    | -                    |                      |                      |
| 2018-2019 | Heilbronner Falken  | DEL2     | 38 | 7                | 5                | 12               | 16               | 3                | 1 | 2                    | 3                    | 0                    |                      |                      |
| 2019-2020 | Adler Mannheim      | DEL      | 20 | 1                | 1                | 2                | 4                | -                | - | -                    | -                    | -                    |                      |                      |
| 2019-2020 | Heilbronner Falken  | DEL2     | 31 | 6                | 3                | 9                | 20               | -                | - | -                    | -                    | -                    |                      |                      |
| 2020-2021 | ERC Ingolstadt      | DEL      | 34 | 4                | 3                | 7                | 2                | 5                | 0 | 0                    | 0                    | 2                    |                      |                      |
| 2020-2021 | Starbulls Rosenheim | Oberliga | 2  | 1                | 0                | 1                | 0                | -                | - | -                    | -                    | -                    |                      |                      |
| 2021-2022 | ERC Ingolstadt      | DEL      | 54 | 7                | 3                | 10               | 18               | 2                | 0 | 1                    | 1                    | 2                    |                      |                      |
| 2022-2023 | Augsburger Panther  | DEL      | 53 | 6                | 6                | 12               | 17               | -                | - | -                    | -                    | -                    |                      |                      |
| 2023-2024 | Augsburger Panther  | DEL      | 43 | 3                | 2                | 5                | 11               | -                | - | -                    | -                    | -                    |                      |                      |